# Demodulação
Demodulação extrai o sinal de suporte de informação original de uma onda portadora. Um demodulador é um circuito eletrônico (ou programa de computador em um rádio definido por software) usado para recuperar o conteúdo da informação da onda portadora modulada. Existem muitos tipos de modulação, portanto, existem muitos tipos de demoduladores. A saída do sinal de um demodulador pode representar som (um sinal de áudio analógico), imagens (um sinal de vídeo analógico) ou dados binários (um sinal digital).
Esses termos são tradicionalmente usados em conexão com receptores de rádio, mas muitos outros sistemas usam muitos tipos de demoduladores. Por exemplo, em um modem, que é uma contração dos termos modulador/demodulador, um demodulador é usado para extrair um fluxo de dados digitais seriais de um sinal portador que é usado para transportá-lo através de uma linha telefônica, cabo coaxial ou fibra óptica.

## Técnicas
Existem várias formas de demodulação, dependendo de como os parâmetros do sinal de banda base, como amplitude, frequência ou fase, são transmitidos no sinal da portadora. Por exemplo, para um sinal modulado com uma modulação linear como AM (modulação de amplitude), podemos usar um detector síncrono. Por outro lado, para um sinal modulado com modulação angular, devemos usar um demodulador FM (modulação de frequência) ou um demodulador PM (modulação de fase). Diferentes tipos de circuitos executam essas funções.
Muitas técnicas, como recuperação de portadora, recuperação de relógio, deslizamento de bits, sincronização de quadro, receptor de rake, compressão de pulso, indicação de intensidade de sinal recebido, detecção e correção de erros, etc., são executadas apenas por demoduladores, embora qualquer demodulador específico possa executar apenas algumas ou nenhuma dessas técnicas.
Muitas coisas podem atuar como um demodulador, se passarem as ondas de rádio de forma não linear.

## Modulação em fase

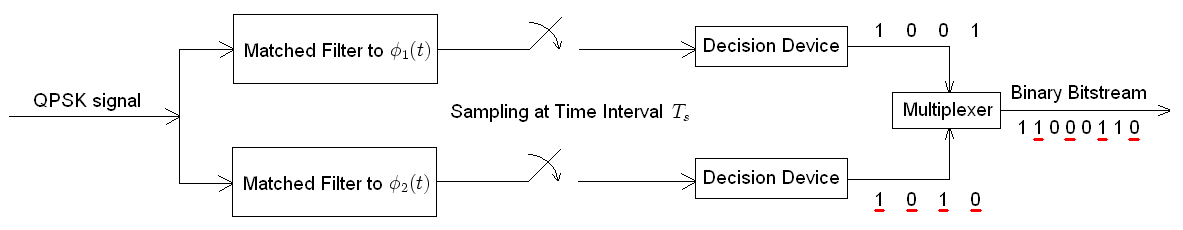
Estrutura receptora para QPSK. Os filtros correspondentes podem ser substituídos por correlacionadores. Cada dispositivo de detecção usa um valor limite de referência para determinar se 1 ou 0 é detectado

Modulação em fase MP (sigla em inglês):

## Modulação de amplitude em quadratura
A demodulação QAM (sigla em inglês) requer um receptor coerente.